# San Lorenzo (Morovis)
San Lorenzo es un barrio ubicado en el municipio de Morovis en el estado libre asociado de Puerto Rico. En el Censo de 2010 tenía una población de 1209 habitantes y una densidad poblacional de 148,85 personas por km².

## Geografía
San Lorenzo se encuentra ubicado en las coordenadas 18°18′22″N 66°26′33″O / 18.30611, -66.44250. Según la Oficina del Censo de los Estados Unidos, San Lorenzo tiene una superficie total de 8.12 km², de la cual 8 km² corresponden a tierra firme y (1.47%) 0.12 km² es agua.

## Demografía
Según el censo de 2010, había 1209 personas residiendo en San Lorenzo. La densidad de población era de 148,85 hab./km². De los 1209 habitantes, San Lorenzo estaba compuesto por el 92.64% blancos, el 3.89% eran afroamericanos, el 0.08% eran amerindios, el 2.98% eran de otras razas y el 0.41% pertenecían a dos o más razas. Del total de la población el 98.92% eran hispanos o latinos de cualquier raza.